# Benediktinerabtei Prinknash
Die Benediktinerabtei Prinknash (englisch: Prinknash Abbey) ist seit 1928 ein Kloster der Benediktiner in Cranham in Gloucestershire in England.

## Geschichte
Von 1096 bis 1541 war Prinknash (westlich Cranham an der Painswick Road A 46) eine Residenz der Äbte von Gloucester Cathedral Abbey, dann in der Hand privater Besitzer. Als die 1913 von Aelred Carlyle auf Caldey Island gegründete Caldey Abbey in finanzielle Schwierigkeiten kam, wich sie 1928 auf den vom letzten Besitzer gestifteten Besitz Prinknash aus und besetzte die St Peter’s Grange. Dort entwickelte sich der Konvent so vorteilhaft, dass 1947 Mönche zur Verstärkung der französischen Saint Michael’s Abbey in Farnborough (Hampshire) ausgesandt werden konnten und es 1948 zur Gründung des Tochterklosters Pluscarden kam. In Kooperation mit Pluscarden und der Saint Augustine’s Abbey in Ramsgate gründete man 1989 das Kristo Buase Monastery in Ghana.
In Folge der positiven Entwicklung baute man neben dem alten ein größeres neues Kloster, das 1972 bezogen wurde, 2008 jedoch wieder geräumt werden musste, da die Entwicklung der Berufungen nicht Schritt hielt. Derzeit siedelt der Konvent (12 Mönche) wieder im alten Kloster. Die Abtei gehört zur Kongregation von Subiaco und Montecassino.